# BERG レーベル
BERG レーベル（バーグ・レーベル）は、かつて存在した日本のレコードレーベル。1998年にBMGジャパン（後のBMG JAPAN、現アリオラジャパン）内のビーイング専門レーベルとして設立され、2003年に消滅した。

## 概要・来歴
- レーベルの名称はiceberg（氷山）という英単語から抽出したもの。表面に出ているのは一部であり、水面下に限りない可能性を秘め、未知数の時代の音楽がここから誕生するという意味をもって命名された[要出典]。
- 同レーベルより発表された楽曲の原盤権はビーイングが保有しているが、同レーベルより発売された作品の音楽配信は、B'zのアルバム『B'z The "Mixture"』を除き現在どのサイトに於いても配信されていない状況である。[注 2]

- レーベル第一弾はDEENの16thシングル「手ごたえのない愛」で、2000年までは七緒香・大葉るか・B'zの作品が発売されていたが、2001年以降は実質DEENの専門レーベルという形となり存続していた。
- 2001年から2003年にかけて本レーベルから発表されたDEENのシングル・アルバムは、ビーイングが台湾に設立したレコード会社新光美音より正規盤として日台同時発売されたが、BERGレーベルは用いられていない。ライセンシーはB-Gram RECORDSの楽曲管理会社GRAM MUSICとなっている。[注 3]
- B'zの『B'z The "Mixture"』は香港・台湾でも発売された。併せて日本からの輸入盤仕様で1998年発表のベストアルバム『B'z The Best "Pleasure"』と『B'z The Best "Treasure"』がBMGより正規発売されており、パッケージに中国語表記と併せてBERGレーベルが用いられている。[注 4]
- 2003年にDEENがビーイングから離脱し、事実上レーベルの運営が終了となる。

## かつて所属していたアーティスト
- DEEN （B-Gram RECORDSから移籍）
  - SHU
  - 田川伸治
- B'z （『B'z The "Mixture"』のみ）
- 大葉るか
- 七緒香 （ZAIN RECORDSから移籍）

## 作品

### 1998年
- 手ごたえのない愛 （DEEN）
- The DAY （DEEN）

### 1999年
- 遠い遠い未来へ （DEEN）
- JUST ONE （DEEN）
- 命の水 （七緒香）
- Edge of Innocence （大葉るか、アルバム）
- MY LOVE （DEEN）
- Classics One WHITE Christmas time （DEEN）
- Edge of Innocence （大葉るか、シングル）

### 2000年
- B'z The Best "Pleasure"　（B'z）- 香港・台湾のみ[注 5]
- B'z The Best "Treasure"　（B'z）- 香港・台湾のみ[注 6]
- B'z The "Mixture" （B'z）- 日本・香港・台湾で発売
- マルタナの丘 （七緒香）
- はじまりのうた （七緒香）
- Power of Love （DEEN）
- センチメンタル・アナーキー （大葉るか）
- 'need love （DEEN）
- Sentimental Red Soda （大葉るか）
- DEEN LIVE JOY Special YOKOHAMA ARENA （DEEN、VHS）
- Classics Two SEPIA 秋桜 〜more & more〜 （DEEN）
- 哀しみの向こう側 （DEEN）

### 2001年
- 東京 （大葉るか）
- ANOTHER LIFE （SHU）
- Ballads in Blue〜The greatest hits of DEEN〜 （DEEN）- 台湾(新光美音)でも同時発売
- A SURVIVED SCARECROW （田川伸治）
- DEEN LIVE JOY Special YOKOHAMA ARENA （DEEN、DVD）
- on&off～tour document of 'need love～ （DEEN、DVD・VHS）

### 2002年
- 見上げてごらん夜の星を （DEEN）- 台湾(新光美音)でも同時発売
- 和音〜Songs for Children〜 （DEEN）- 台湾(新光美音)でも同時発売
- 夢で逢えたら （DEEN）- 台湾(新光美音)でも同時発売
- Birthday eve 〜誰よりも早い愛の歌〜 （DEEN）- 台湾(新光美音)でも同時発売
- pray （DEEN）- 台湾(新光美音)でも同時発売
- on&off 2002 document of unplugged live & recordings （DEEN、DVD・VHS）

### 2003年
- 翼を風に乗せて〜fly away〜 （DEEN）- 台湾(新光美音)でも同時発売
- DEEN THE GREATEST CLIPS 1998-2002 （DEEN、DVD）

### 2007年
- DEEN LIVE JOY Special YOKOHAMA ARENA （DEEN、DVD再発）
- on&off～tour document of 'need love～ （DEEN、DVD再発）
- on&off 2002 document of unplugged live & recordings （DEEN、DVD再発）